# Sexuální orientace

Genderové symboly ilustrují varianty sexuální orientace (volba barev je nahodilá):
Ženská homosexualita
Heterosexualita
Mužská homosexualita
Ženská bisexualita
Mužská bisexualita

Sexuální orientace (někdy též sexuální zaměření, sexuální preference, erotické zaměření, erotická preference) obvykle označuje trvalé zaměření eroticko-sexuální náklonnosti k mužům, ženám či oběma pohlavím; v širším smyslu se tak v teorií sexodiagnostiky a parafilií často označuje jakékoliv trvalé objektové zaměření sexuality, specifikované například i věkovým pásmem či kombinací věku a pohlaví přitažlivých osob nebo typem jiných objektů sexuální touhy. Pojem sexuální orientace se vztahuje též k sociálním reprezentacím (společensky sdíleným generalizovaným předpokladům a očekáváním) a s ní spojeným sociálním identifikacím (k jaké skupině se dotyčná osoba počítá nebo je počítána).
Sexuální orientace ve vztahu k pohlaví je pojímána buď jako heterosexuálně-homosexuální kontinuum, tedy souvislé spektrum od výhradně heterosexuální až po výhradně homosexuální orientaci podle Kinseyovy škály (přičemž jen velmi málo lidí je zcela vyhraněných, tedy na úplných koncích škály), nebo (podobně jako je oficiálně chápána pohlavní identita) jako dichotomické (přičemž člověk je zařazen podle své převažující tendence a nerozhodnutelné mezní případy jsou považovány za raritní výjimky), nebo jako trichotomické, kde osoby s výraznou náklonností k mužům i ženám jsou klasifikovány jako bisexuální a za homosexuální nebo heterosexuální jsou označovány jen osoby s jednoznačně vyhraněnou orientací. Údaje o zastoupení jednotlivých orientací (zejména bisexuality) se pak mohou zásadně lišit v závislosti na tom, ve kterém pojetí jsou pojmy použity.

## Projevy
Sexuální orientace je definována jako charakteristika jednotlivce podobně jako biologické pohlaví, pohlavní identita nebo věk. Za obvyklé symptomy se však kromě vnitřních pocitů a dalších projevů biopsychologické reaktivity mnohdy považují i některé typy meziosobních vztahů nebo aktivit, v nichž se projevuje potřeba lásky, oddanosti, intimity, sexuální touhy nebo vzrušivosti atd. Zaměření se zpravidla projevuje celoživotní tendencí k citovým náklonnostem daného zaměření, intenzivnějším prožíváním nebo potřebou citově významných vztahů k osobám příslušného pohlaví (či např. věku), schopností se do nich zamilovat, obvykle též specificky vyšší genitální reaktivitou nebo touhou po fyzické blízkosti nebo orgasmických aktivitách ve vztahu k nim.
Jedinec si svoji skutečnou sexuální orientaci nemusí nutně uvědomovat, zejména jde-li o menšinovou orientaci (viz též sexuální identita), anebo se nemusí chovat podle stereotypních očekávání společensky spjatých s jeho orientací. Takzvané sexuální chování (nebo sexuální abstinence) souvisí se sexuální orientací jakožto vlastností či dispozicí spíše nepřímo, avšak některé teorie a diskursy definují sexuální orientaci právě sexuálním chováním. U osob hyposexuálních lze sexuální orientaci obtížně definovat i diagnostikovat.
Za příznivých okolností bývá sexuální orientace spojena se schopností vytvářet plnohodnotný citový vztah s osobou nebo osobami, které orientace zahrnuje. Ten se může projevovat nejen v manželských či partnerských vztazích, ale i v přátelství nebo jiných typech vztahů, aniž by si aktér vztahu nutně musel uvědomovat jeho erotické souvislosti.
Z psychologického a psychiatrického hlediska se rozlišuje, zda je sexuální orientace egosyntonní (nositel ji vnitřně přijímá jako svou součást) a egodystonní, od níž se její nositel vnitřně distancuje. Egodystonie sexuality nebo její společenské nepřijetí v okolí mohou za nepříznivých okolností vést k neurotizaci, asociálnímu způsobu života nebo sebevraždě, zejména u menšinově zaměřených osob. Proces akceptace vlastní menšinové sexuální orientace je nazýván coming out.

## Druhy orientací

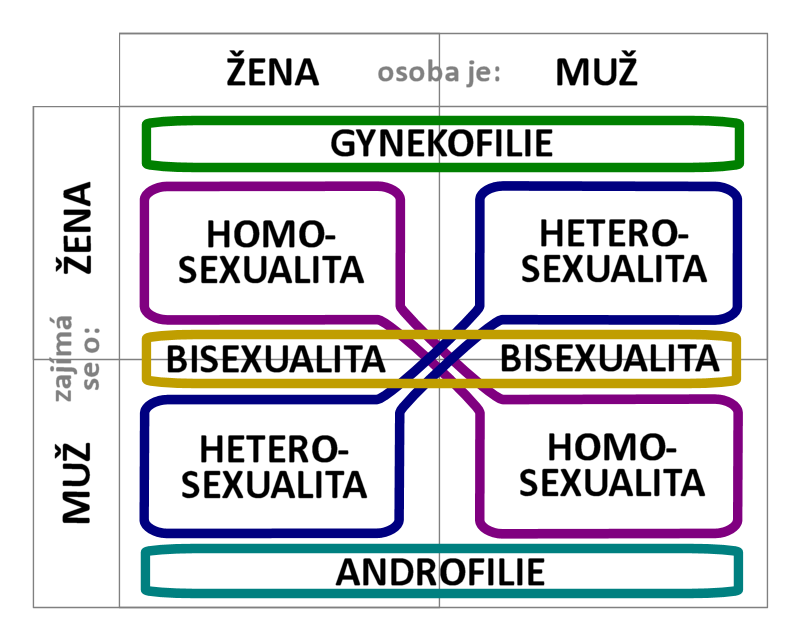
Schéma vztahu relativních a objektivních termínů pro označení sexuální orientace podle pohlaví

Obecně jsou rozlišovány zejména sexuální orientace heterosexuální, tedy výhradní nebo převažující náklonnost k osobám odlišného pohlaví, a homosexuální, tedy náklonnost k osobám stejného pohlaví. Jako heterosexualita je tedy označována zejména mužská gynekofilie a ženská androfilie, jako homosexualita se označuje zejména mužská androfilie a ženská gynekofilie. V některých teoriích je za další orientaci považována bisexualita, náklonnost k osobám obou pohlaví. Jiné teorie předpokládají náklonnost k oběma pohlavím u většiny osob a za sexuální orientaci považují převahu jedné z těchto náklonností i tehdy, je-li opačná náklonnost jen o málo slabší. U většiny lidí je silnější heterosexuální orientace, mají tedy výlučně nebo převážně erotické zaměření na osoby opačného pohlaví.
V širším významu, který není zahrnut v klasifikačních manuálech poruch, ale pracují s ním některé odborné teorie nebo neodborné diskursy, se za samostatná erotická či sexuální zaměření (orientace) někdy označuje i přítomnost nebo převaha jiných znaků nebo kritérií, jimiž se dlouhodobě řídí erotická náklonnost jedince, například věk (nepiofilie, infantofilie, pedofilie, hebefilie čili korofilie, efebofilie, teleiofilie, gerontofilie; John Money pro různá zaměření podle věku používal souhrnné označení chronofilie), různé jiné vlastnosti či znaky, případně zaměření na zvířata (zoofilie). V ještě širším významu se za erotickou (sexuální) preferenci (orientaci) někdy označuje i erotická preference určitých věcí či částí těla (fetišismus), situací nebo praktik. Americký manuál DSM řadí některé z těchto náklonností mezi parafilie, Mezinárodní klasifikace nemocí mezi poruchy sexuální preference.

## Historie pojmu
Odlišnosti erotického cítění lidí byly různými způsoby reflektovány, regulovány i prožívány ve všech kulturách a dobách. Jen někdy a někde měly samostatné pojmenování a málokde byla sexuální orientace vnímána jako vlastnost, která dělí společnost na většinu a menšinu. Pojem sexuální orientace v dnešním smyslu vesměs neexistoval.
První známé užití pojmů homosexualita a heterosexualita a tedy i moderní pojem sexuální orientace v dichotomickém pojetí pochází pravděpodobně z textu publikovaného anonymně v roce 1869, jehož autorem byl v Rakousku narozený Maďar Karl-Maria Kertbeny. V období přelomu 19. a 20. století byla homosexuální orientace vesměs chápána jako porucha pohlavní příslušnosti. Typickými představiteli byli zženštilý muž nebo mužná žena.
Alfred Kinsey ve svých výzkumech v polovině 20. století pracoval se sedmistupňovou tzv. Kinseyovou škálou od 0 do 6, na níž stupeň 0 odpovídal výhradní heterosexualitě, 6 výhradní homosexualitě, 3 vyvážené bisexualitě. Mimo škálu stála kategorie X, zahrnující osoby, které nejsou přitahovány nebo vzrušovány ani muži, ani ženami (asexualita). Kinsey oznámil, že většina amerických mužů spadá na této škále do stupňů 1 až 2 a velká většina mužů (90–95 %) se zdá být alespoň trochu bisexuální (stupně 1 až 5). Ze studie Sexuální chování muže pochází také údaj o tom, že 4 % mužů vykazuje trvale převažující homosexuální chování. Tento údaj se stal symbolem homosexuální menšiny. Je třeba připomenout, že Kinsey sledoval především sexuální chování, nikoliv erotické prožívání a sebepojetí. Kritizován byl též nereprezentativní vzorek osob, na kterém Kinsey výzkumy prováděl.
Koncem dvacátého století byl Kinseyho lineární (polární) model v některých teoriích nahrazen modelem, v němž reaktivita vůči mužům a reaktivita vůči ženám jsou pojaty jako vzájemně nezávislé proměnné, jejichž reálná závislost musí být teprve předmětem nezávislého zkoumání – je tedy zpochybňován model, v němž čím více má člověk jedné orientace, tím méně má jiné.

## Vědecký a společenský pohled

### Etiologie
Podle některých vědců je sexuální orientace vrozená vlastnost člověka předurčená komplexní souhrou genetických faktorů a raného děložního prostředí nezávislá na osobní volbě jedince. Jedním z nejvýznamnějších odpůrců tohoto pohledu je Paul R. McHugh.
Další okolnosti a podmínky ovlivňují sebepojetí jedince a konkrétní způsoby prožívání sexuality i formy chování (kanalizaci a socializaci).[zdroj?] Neexistuje však žádný přesvědčivý důkaz, že by rané dětské zkušenosti, výchova, sexuální zneužití nebo jiné závažné životní události ovlivňovaly sexuální orientaci.
Ze sociologického hlediska lze za vznik či původ sexuální orientace považovat též kulturní proces, v jehož rámci byly homosexuální dispozice vyčleněny z mnoha škál a kombinací lidských vlastností a z integrity společnosti a ohraničeny tak, aby bylo možno rozdělit společnost na menšinu a většinu.

### Společenská akceptace
Jedinými sexuálními orientacemi naplňujícími reprodukční funkci sexuality jsou androfilní a gynekofilní heterosexualita, které proto vždy byly společensky akceptované. Lékařsky a společensky neakceptovaná zaměření byla v rámci psychiatrické klasifikace v 60. a 70. letech 20. století (zpočátku včetně homosexuality) řazena mezi sexuální deviace, od 80. let pod parafilie (DSM) nebo poruchy sexuální preference (ICD).
Nejvýznamnější uznávané psychiatrické organizace přestaly homosexualitu, resp. bisexualitu považovat za poruchu zdraví v průběhu třetí čtvrtiny 20. století (Americká psychiatrická asociace 1973). Světová zdravotnická organizace v Mezinárodní klasifikaci nemocí od roku 1992 s homosexualitou nepočítá a zahrnuje již jen egodystonní sexuální orientaci. Přesto existují též skupiny sexuologů a psychiatrů, které nadále považují homosexualitu za zdravotní poruchu, a z nich někteří ji považují za terapeuticky ovlivnitelnou.
Panamerická zdravotnická organizace, pobočka Světové zdravotnické organizace, v květnu 2012 zveřejnila své stanovisko: „Snahy o změnu neheterosexuální sexuální orientace postrádají medicínské opodstatnění, protože homosexualita nemůže být považována za patologický stav. Existuje profesionální shoda na tom, že homosexualita představuje přirozenou variantu lidské sexuality bez jakéhokoliv vnitřně škodlivého efektu na zdraví příslušných lidí nebo lidí jim blízkých. V žádném z těchto jednotlivých projevů homosexualita nepředstavuje poruchu nebo nemoc, a proto nevyžaduje žádnou léčbu. Z těchto důvodů byla homosexualita vyjmuta z relevantních systémů klasifikací nemocí před několika desítkami let. Vedle absence medicínských symptomů vyžadujících léčbu neexistuje ani vědecký důkaz o efektivitě snah o změnu sexuální orientace.“ 
Na společenské a politické úrovni se míra akceptace liší a v mnoha kulturách jsou homosexuálové a bisexuálové pro svou orientaci diskriminováni a šikanováni nebo se stávají terčem násilného chování i tzv. zločinů z nenávisti. Státní restrikce se týkají většinou více genitálního chování než samotné orientace. V mnoha státech existují zákony zakazující mít pohlavní styk s osobami stejného pohlaví a lidé mohou být za své chování uvězněni nebo v extrémních případech také odsouzeni k smrti.
Rovněž mnohá vedoucí světová náboženství a církve sexuální styk mezi osobami stejného pohlaví odmítají s poukazem na (ne-)přirozenost, primárně reprodukční funkci sexuality i další teologické argumenty, a v důsledku toho mají i negativní postoj k jiným sexuálním orientacím než heterosexuální. Existují též taková náboženství nebo liberální názorové proudy v rámci církví, které vykazují větší míru akceptace.
Společensky přijímaná je homosexualita a bisexualita zejména v západních zemích. To platí i pro Českou republiku. Česká republika také patří mezi řadu vyspělých zemí, jejichž právní systém homosexualitu nahlíží jako plnohodnotnou a rovnoprávnou variantu sexuální orientace. Homosexuální styk byl dekriminalizován v roce 1961 a sexuální orientace je jedním z faktorů zohledněných některými zákonnými antidiskriminačními ustanoveními. Předmětem kontroverzí a společenské diskuse je otázka formalizace svazků stejnopohlavních párů (registrované partnerství, případně stejnopohlavní manželství) a otázka rodičovství homosexuálních jedinců a párů (homoparentalita).

### Předsudky spjaté s menšinovými orientacemi
V souvislosti zejména s menšinovými sexuálními orientacemi a jejich nositeli (lesbami, gayi, bisexuály…) panuje ve společnosti řada předsudků. Ty představují generalizované názory o lidech založené právě na jejich sexuální orientaci či genderové identitě. Předsudky mohou být získané osobní zkušeností nebo zprostředkovaně: od rodičů, učitelů, známých nebo ze sdělovacích prostředků; dochází k jejich kulturní reprodukci. Menší osobní zkušenosti vedou k většímu spoléhání se na předsudky. Negativní předsudky jsou často následkem homofobie, bifobie nebo transfobie. Existují také předsudky pozitivní.
Předsudky vůči sexuální orientaci označují negativní postoje k osobám kvůli jejich sexuální orientaci. Oproti pojmu homofobie tento neobsahuje žádné předpoklady o základních motivech negativních postojů, vytyčuje studium postojů vůči sexuální orientaci v rámci širšího kontextu sociálního psychologického výzkumu předsudků a vyhýbá se hodnotovým soudům o takových postojích.

### Snahy o změnu sexuální orientace
Neexistují žádné vědecké studie, které by dokumentovaly úspěšnou a bezpečnou změnu sexuální orientace. Snahy o změnu sexuální orientace jsou kontroverzní kvůli napětí mezi hodnotami vyznávanými některými nábožensky založenými organizacemi na jedné straně a hodnotami organizací na podporu práv leseb, gayů a bisexuálů a profesními i vědeckými organizacemi na straně druhé. Snahy o změnu homosexuální sexuální orientace nepodporuje žádná hlavní americká profesní zdravotnická organizace a řada z nich přijala prohlášení, jimiž před nimi varují odborníky a veřejnost. Americká asociace psychologů a Royal College of Psychiatrists před takovými snahami prosazovanými organizacemi jako je NARTH vyjádřily znepokojení s odůvodněním, že nejsou vědecky podložena a vytváří prostředí pro předsudky a diskriminaci.

## Zastoupení v lidské populaci
Určit zastoupení různých sexuálních orientací v lidské společnosti je velmi složitý úkol. Problémem bývá již metodologické podložení výzkumu. Výzkumy obvykle mohou podchytit výskyt určitých druhů dílčích fyziologických reakcí, chování nebo sebepojetí, které bývají považovány za příznačné pro určitou orientaci, avšak nikoliv její podstatu. Heterosexualitu lze obtížně odlišit od pouhého bezproblémového přijetí obvyklého způsobu života. Také osoby bisexuální, osoby nevyhraněné nebo osoby s malou erotickou reaktivitou se obvykle identifikují jako heterosexuální.
Výskyt homosexuálně orientovaných osob v populaci je udáván od 2 do 10 %, nejčastěji kolem 4–6 %. V České republice se v roce 1994 ve výzkumu Weisse a Zvěřiny přihlásilo k homosexualitě pouze 0,4 % mužů a 0,3 % žen, zatímco 1,4 % mužů a 2 % žen si nebyla jista. Kritici argumentovali, že v té době šlo v České republice ještě o relativně tabuizované téma. Sexuolog Ivo Procházka v roce 2002 odhadl zastoupení v populaci takto:
|                | Orientace    | Identifikace | Chování |
| -------------- | ------------ | ------------ | ------- |
| Heterosexuální | 96 %         | 95–97 %      | 90 %    |
| Homosexuální   | 4 %          | 2–3 %        | 1–2 %   |
| Bisexuální     | méně než 1 % | 1 %          | 8 %     |

## Sexuální orientace u zvířat
Heterosexualita není stoprocentní ani u jiných druhů v živočišné říši. Stejnopohlavní párové soužití, genitální aktivity i sexuální orientace byly pozorovány u mnoha druhů živočichů. Stejně tak byly pozorovány i parafilie, které jsou někdy považovány za součást sexuální orientace, jako např. nekrofilie, sex mezi dospělými jedinci a mláďaty, mezidruhový sex atd.
Z heterosexuálního schématu se jistým způsobem vymykají také organismy hermafroditní nebo rozmnožující se nepohlavně.